# Sborgite
La sborgite è un minerale.